# Tây Thành, Bắc Kinh

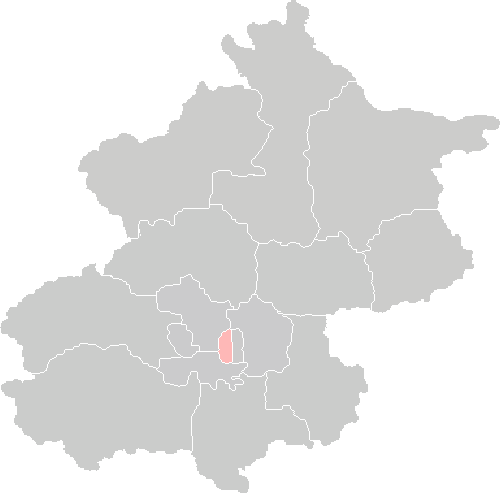

Tây Thành (tiếng Trung: 西城区, pinyin: Xīchéng, Hán Việt: Tây Thành khu là một quận nội thành của thủ đô Bắc Kinh, Trung Quốc. Quận Tây Thành có diện tích 30 km², dân số theo điều tra năm 2000 là 707.000 người và mật độ dân số là 23.567 người/km².